# Apus (zoologia)
Apus Scopoli, 1777 è un genere di uccelli della famiglia Apodidae, comunemente conosciuti come rondoni. Il nome scientifico deriva dal greco antico απους, àpous, che significa "senza piedi".
Somigliano alle rondini, alle quali non sono affini, ma rispetto ad esse hanno code più corte e ali a forma di falce. Spendono molto del loro tempo in volo, possedendo zampe molto corte che usano solo per aggrapparsi alle superfici.

## Tassonomia
Prima degli anni '50 esisteva qualche controversia su quale gruppo di organismi dovesse rappresentare il genere Apus. Nel 1801 Bosc diede a dei piccoli crostacei oggi noti come Triops il nome Apus ed autori successivi continuarono a usare questo termine. Nel 1909 Keilhack suggerì che il nome non era corretto, visto che v'era già un genere di uccelli di nome Apus (Scopoli, 1777). Bisognò attendere il 1958, quando l'ICZN (Commissione Internazionale per la Nomenclatura Zoologica) decretò errato l'uso del nome Apus per i crostacei ed al suo posto riconobbe il termine Triops sancendo la fine del dibattito.
Il genere Apus comprende le seguenti specie:
- Apus alexandri Hartert, 1901 - rondone di Capo Verde
- Apus apus (Linnaeus, 1758) - rondone comune
- Apus unicolor (Jardine, 1830) - rondone unicolore
- Apus niansae (Reichenow, 1887) - rondone di Nyanza
- Apus pallidus (Shelley, 1870) - rondone pallido
- Apus barbatus (Sclater, 1866) - rondone africano
- Apus balstoni (Bartlett, 1880) - rondone del Madagascar
- Apus sladeniae (Ogilvie-Grant, 1904) - rondone di Fernando Po
- Apus berliozi Ripley, 1965 - rondone di Forbes Watson
- Apus bradfieldi (Roberts, 1926) - rondone di Bradfield
- Apus pacificus (Latham, 1802) - rondone del Pacifico
- Apus salimalii Lack, 1958
- Apus leuconyx (Blyth, 1845)
- Apus cooki (Harington, 1913)
- Apus acuticauda (Jerdon, 1864) - rondone coda scura
- Apus affinis (Gray, 1830) - rondone minore
- Apus nipalensis (Hodgson, 1837) - rondone delle case
- Apus horus (Heuglin, 1869) - rondone di Horus
- Apus caffer (Lichtenstein, 1823) - rondone cafro
- Apus batesi (Sharpe, 1904) - rondone di Bates

Specie fossili conosciute:
- Apus gaillardi (Miocene medio-tardo a La Grive-St.-Alban, France)
- Apus wetmorei (inizio del Pliocene in Europa centro-meridionale e sud-orientale)
- Apus baranensis (Tardo Pliocene in Europa sud-orientale)
- Apus submelba (Medio Pleistocene in Slovacchia)

Apus ignotus del Miocene è stato posto in Procypseloides.